# UボートUE型
UボートUE型は第一次世界大戦時にドイツ海軍で用いられた航洋型機雷敷設用潜水艦(Uボート)の艦級。
UE1とUE2の二つの艦級に細分され、UE1型は1915年から就役を開始し、全部で10隻が就役して一部が撃沈された。UE2型は就役が遅れたために1918年に9隻が就役したがほとんど活躍することなく終戦を迎え、連合国に戦利潜水艦として捕獲された。UE型に限らず捕獲されたドイツ潜水艦は連合国の多くの潜水艦の範となった。

## 諸元(UE2型)
- 全長：82m
- 全幅：7.4m
- 排水量：水上1,163ｔ、水中1,468ｔ
- 最大速度：水上14.7kt、水中8kt
- 水中航続距離：64.8km(35海里)/4.5kt
- 水上航続距離：25,715km(13,000海里)/8kt
- 兵装：50cm魚雷発射管×4、15cm砲×2、魚雷×14、機雷敷設筒×2、機雷×42
- 乗組員：40人

## 同型艦
- UE1型
  - U71
  - U72
  - U73
  - U74
  - U75
  - U76
  - U77
  - U78
  - U79
  - U80
- UE2型
  - U117
  - U118
  - U119
  - U120
  - U122
  - U123
  - U124
  - U125
  - U126